# (4031) Mueller
(4031) Mueller – planetoida z pasa głównego asteroid okrążająca Słońce w ciągu 2,69 lat w średniej odległości 1,93 j.a. Została odkryta 12 lutego 1985 roku. Nazwa planetoidy pochodzi od Jean Mueller, amerykańskiej astronom. Przed nadaniem nazwy planetoida nosiła oznaczenie tymczasowe (4031) 1985 CL.